# 中巌円月
中巌円月（ちゅうがんえんげつ、正安2年（1300年）1月6日 - 応安8年（1375年）1月8日）は、鎌倉時代末期から南北朝時代にかけての臨済宗大慧派の僧、数学者（和算家）、漢詩人。相模国鎌倉の出身で、俗姓は土屋氏。中巌は道号。諡号は仏種慧済禅師。東明慧日や虎関師錬らに学び、中でも元の東陽徳輝の法を嗣ぐことを表明した。大友貞宗・氏泰父子の帰依を受けた。数学に優れ、主著『觿耑算法』は散逸したが、『治暦篇』（『中正子外篇』6）が残る。また五山文学の代表者の一人であり、主著に詩文『東海一漚集』『東海一漚集余滴』、随筆『文明軒雑談』などがある。霊源院に坐像が残る。

## 生涯
8歳で鎌倉寿福寺（臨済宗建長寺派）に入った後、醍醐寺に入って密教を学び、また曹洞宗の東明慧日に師事した。正中2年（1325年）、中国の元に入り、元弘2年/正慶元年（1332年）に日本に戻った。建武元年（1334年）、鎌倉建長寺の後堂首座となる。しかし、暦応2年（1339年）に東陽徳輝の法を嗣ぐことを表明したところ、円月の師父東明慧日が属する曹洞宗宏智派から背反者として指弾される。迫害を逃れるため、鎌倉・豊後・京都の万寿寺の住職をつとめ、康安2年（1362年）に建仁寺第四十二世住職となるも、暗殺を企てられたため退去。貞治6年（1367年）には建長寺の住持となり、臨済宗における一派を形成した。
朱子学を初めとする宋学に通じ、明治時代の西村天囚は、日本での本格的な宋学受容は中巌円月に始まるのではないかと主張した。
神武天皇については、「呉の太伯の子孫」であるとして、「天皇中国人説」を唱えた。

## 数学者として
数学に詳しく、随筆の『文明軒雑談』には数学や度量衡の話題を多く記している他、自身でも『觿耑算法』という数学書を著しているが、後者は現存していない。
その他、『中正子外篇』の第六となる『治暦篇』にも数学上の業績が残っている。特に、中世日本において分数計算が言及された例として貴重なものである。1太陽年の平均日数と、太陰太陽暦のメトン周期における1年の平均月数から、1朔望月の平均日数を求める計算で、数式に表すと以下のようになる。
{\displaystyle 365{\frac {1}{4}}\div 12{\frac {7}{19}}=\left({\frac {1461}{4}}\times {\frac {19}{235}}={\frac {27759}{940}}=\right)29{\frac {499}{940}}.}
ただし、本文中には除算に関する記述がなく、2つの被演算子となる帯分数が並べられた後、突然正しい解となる帯分数が与えられる。このことから、岡山茂彦と田村三郎は、中巌自身は計算法を余り理解せず、計算結果を中国の数学書から書き写した可能性もあるのではないかと指摘している。
自伝である『自歴譜』によれば、中巌円月は数え12歳の時に道恵から「九章算法」というものを学んだという。ここでいう「九章算法」とは、中国の数学書『九章算術』のことではなく、単に数学の同義語と考えられる。その他、元に7年間に滞在した時に数学を学んだ可能性もある。しかし、『治暦篇』には、当時中国で使用されていた授時暦への言及が全くないことから、岡山と田村は、元で暦学は学ばなかったに違いないとしている。